# NGC 5912
NGC 5912 is een elliptisch sterrenstelsel in het sterrenbeeld Kleine Beer. Het hemelobject werd op 12 december 1797 ontdekt door de Duits-Britse astronoom William Herschel. NGC 5912 vormt samen met NGC 5909 een dubbelstelsel. Beide stelsels bevinden zich in de rechthoek gevormd door de sterren β UMi (Kochab), γ UMi (Pherkad), ζ Umi, en η UMi.

## Synoniemen
- MCG 13-11-11
- ZWG 354.22
- KCPG 460B
- PGC 54237